# Miceștii de Câmpie
Miceștii de Câmpie è un comune della Romania di 1207 abitanti, ubicato nel distretto di Bistrița-Năsăud, nella regione storica della Transilvania.
Il comune è formato dall'unione di 3 villaggi: Fântânița, Miceștii de Câmpie, Visuia.